# 프레스토수쿠스
프레스토수쿠스(Prestosuchus)는 중생대 트라이아스기 후기에 브라질에서 서식했던 파충류이다. 속명의 뜻은 '빠른 악어'를 의미한다.

## 발견

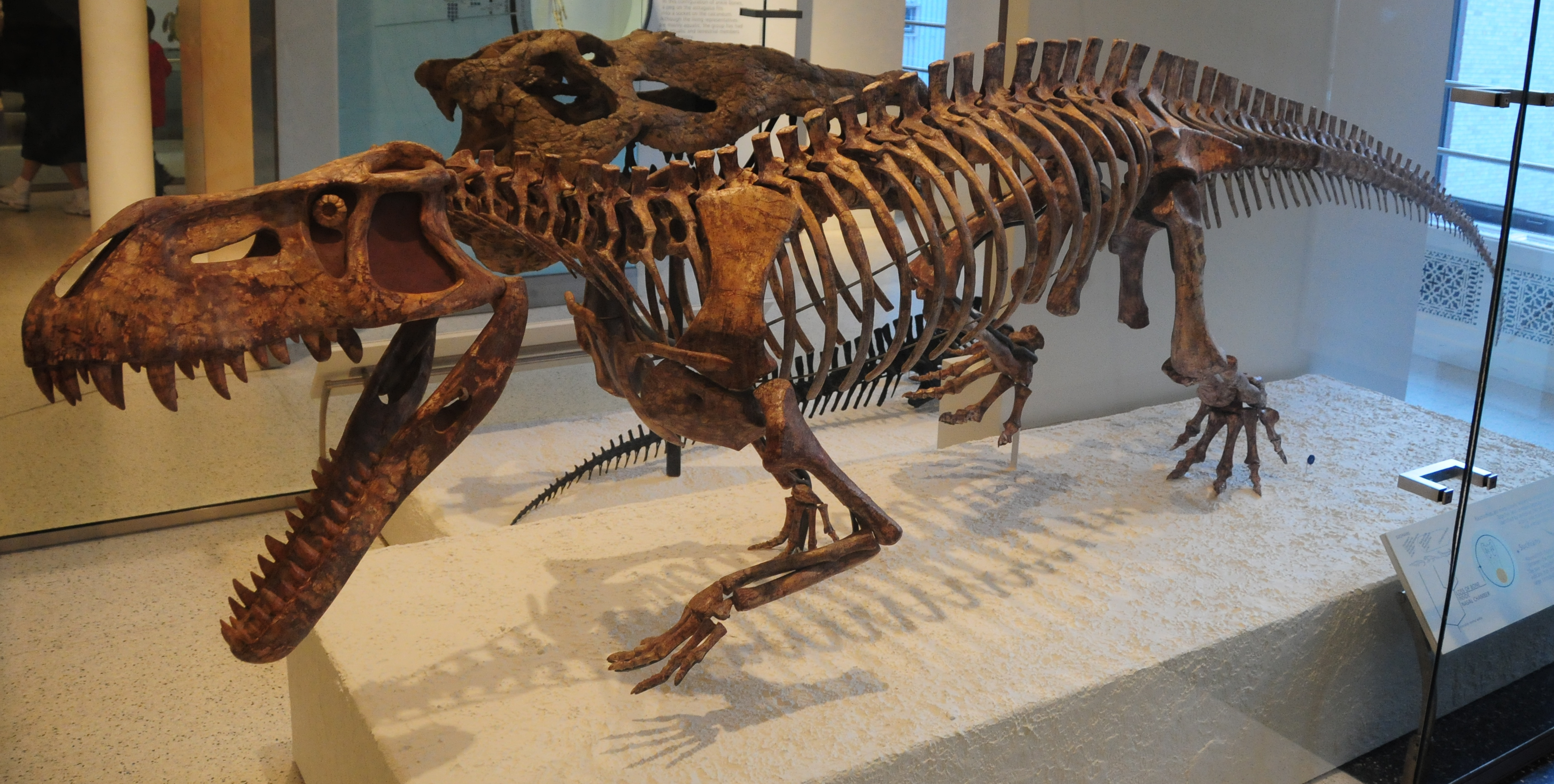
프레스토수쿠스의 화석

프레스토수쿠스의 화석은 브라질 히우그란지두술 주의 상페드루두술 마을 근처 웨그 상가 유적지에서 발견되었다. 이후 폰 휴네(Von Huene)에 의해 기술되었으며, 현재 독일 뮌헨에 있는 바이에른 자연사 박물관에 보관되어 있다.

## 특징

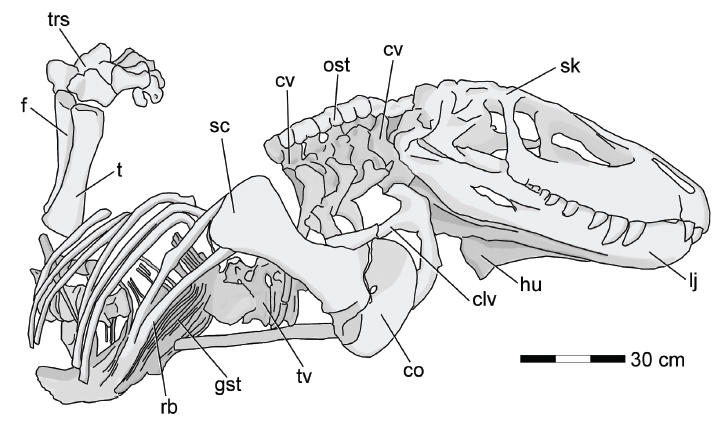
프레스토수쿠스의 화석 모식도

프레스토수쿠스의 몸길이는 5 ~ 7 미터 (200 ~ 280 in)였다. 톱니 모양의 이빨을 가지고 있었으며, 공룡보다는 현대 악어류에 더 가까웠다.